# Полукаров, Юрий Иванович
Юрий Иванович Полукаров (5 сентября 1920, Москва — 1993, Москва) — советский хозяйственный, государственный и политический деятель.

## Биография
Родился 5 сентября 1920 года. Член ВКП(б) с 1951 года.
С 1944 года — на хозяйственной, общественной и политической работе. В 1944—1984 гг. — начальник Отделения, заместитель начальника цеха, начальник Конструкторского бюро, Отдела, главный инженер, заместитель главного конструктора Владимирского тракторного завода, главный инженер Управления СНХ Владимирского экономического административного района, 2-й секретарь Владимирского городского комитета КПСС, 2-й секретарь Владимирского промышленного областного комитета КПСС, 1-й секретарь Владимирского городского комитета КПСС, 2-й секретарь Владимирского областного комитета КПСС, инспектор ЦК КПСС, заведующий Сектором Отдела ЦК КПСС, 2-й секретарь ЦК КП Таджикистана.
Избирался депутатом Верховного Совета РСФСР 7-го созыва, Верховного Совета СССР 10-го созыва.
Похоронен в Москве на Ваганьковском кладбище.

## Награды
- орден Ленина (04.09.1980)
- орден «Знак Почёта»
- медали